# Zjednoczenie Zawodowe Polskie
Zjednoczenie Zawodowe Polskie (niem. Polnische Berufsvereinigung) – organizacja związkowa powstała jako centrala polskich związków zawodowych w 1902 roku w Bochum w Westfalii.

## Historia
Początkowo organizacja skupiała górników, później rozszerzyła swoją działalność także na inne grupy zawodowe, stając się najsilniejszą organizacją polską w Niemczech, która w przededniu wybuchu I wojny światowej skupiała ponad 75 tys. członków. W 1908 do Zjednoczenia przystąpił Polski Związek Zawodowy z Poznania (ok. 4 tys. członków). W 1909 Związek Wzajemnej Pomocy Chrześcijańskich Robotników Górnośląskich z Bytomia (ok. 5 tys. członków).
ZZP uczestniczyło w strajkach górników w Westfalii w 1905 i 1912 r. i na Górnym Śląsku w 1913 r.
W 1911 siedzibę centrali ZZP przeniesiono do Katowic na Górnym Śląsku, a w 1919 r. do Poznania w Wielkopolsce.
Od 1913 roku prezesem ZZP był Józef Rymer z Górnego Śląska, który reprezentował związkowców w Naczelnej Radzie Ludowej w Poznaniu od 1918 i w Polskim Komisariacie Plebiscytowym w Bytomiu w 1920.
ZZP promowało rozwój spółdzielczości, od połowy lat 30. korporacjonizm.
Z inicjatywy władz ZZP w 1917 roku założono Narodowe Stronnictwo Robotników, które współtworzyło w 1920 roku Narodową Partię Robotniczą. W latach 30. ZZP rozluźniło związki z NPR zbliżając się do sanacji.
Liczebność ZZP wahała się od 689 tys. członków w apogeum wpływów (1921) do 150 tys. w momencie największego osłabienia (1935); w 1938 roku ponownie wzrosła do 350 tys.
W 1945 roku ZZP wcielono do Zrzeszenia Związków Zawodowych.